# 伊泽诺尔
伊泽诺尔（法語：Izernore，法語發音：[izɛʁnɔʁ]）是法国东部安省的一个市镇，属于楠蒂阿区。

## 地理
伊泽诺尔（46°13'14"N, 5°33'14"E）面积20.86 平方千米，位于法国奥弗涅-罗讷-阿尔卑斯大区安省，该省份为法国东部省份，北起汝拉省，西北接索恩-卢瓦尔省，西接罗讷省和里昂大都会，南至伊泽尔省，东与萨瓦省、上萨瓦省和瑞士接壤。
与伊泽诺尔接壤的市镇（或旧市镇、城区）包括：贝阿尔-热奥夫雷西亚、热奥夫雷塞、格鲁瓦西亚、马尔蒂尼亚、马塔弗隆-格朗日、蒙雷阿勒拉克吕斯、尼里约-沃洛尼亚、萨莫尼亚、松托纳拉蒙塔涅。

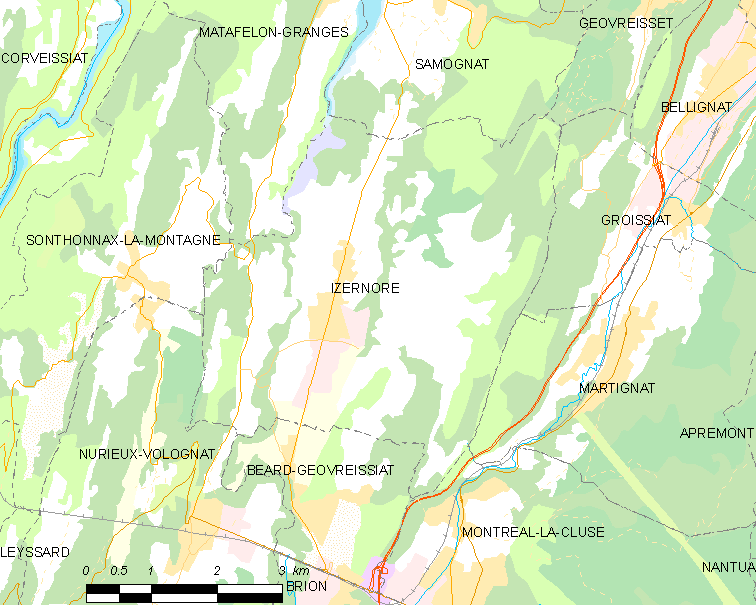
伊泽诺尔的OSM定位图

伊泽诺尔的时区为UTC+01:00、UTC+02:00（夏令时）。

## 行政
伊泽诺尔的邮政编码为01580，INSEE市镇编码为01192。

## 政治
伊泽诺尔所属的省级选区为蓬丹县。

## 人口

1962-2008年间伊泽诺尔人口变化图示

伊泽诺尔于2022年1月1日时的人口数量为2262人。